# (112) Iphigénie
Pour les articles homonymes, voir Iphigénie (homonymie).
(112) Iphigénie (désignation internationale (112) Iphigenia) est un astéroïde de la ceinture principale découvert par Christian Peters le 19 septembre 1870. 
Il est nommé d'après Iphigénie, personnage de la guerre de Troie.

## Compléments